# 巴斯论坛
巴斯论坛（The Forum）是英格兰萨默塞特郡巴斯的一座历史建筑。它建于1934年，装饰风艺术风格，电影院。1986年5月28日列为II*级登录建筑。 该建筑原是一座电影院，于1969年关闭，随后改为舞蹈学校、宾戈游戏厅和教堂。它的主礼堂有1，600个座位，是巴斯最大的活动场地。

## 建筑
巴斯论坛由威廉·亨利·沃特金斯和E·摩根·威尔莫特（E Morgan Willmott）建造，斯图尔特·格雷（A Stuart Gray）协助，耗资80，000英镑 (相当于2021年的£6,042,259)。该建筑使用钢框架，外面覆盖巴斯岩，结合了装饰风艺术和新古典主义建筑风格。内部使用大型艺术装饰的枝状灯台照明。礼堂上方是一间带弹簧地板的舞厅。 该建筑使用散热器和空调制热，这在1930年代还很新奇。

## 历史
巴斯论坛最初有2000个座位，1934年5月19日由巴斯侯爵揭幕。它最初是一个电影院，直到1969年关闭，随后改为舞蹈学校和宾戈游戏厅。该建筑归巴斯和东北萨默塞特议会所有，从1988年租给巴斯基督教信托基金，租期700年，开办巴斯生命教会（Life Church Bath）- 原名巴斯城市教会（Bath City Church）。 它目前有1600个座位，是巴斯最大的活动场地，因此也用于音乐会、表演和展会。。
巴斯论坛进行了大规模的翻修，由斯图布斯富建筑师监督。 2014年，巴斯基督教信托基金会将论坛底层的一部分改造成咖啡馆，现已开放。